# Сошник (кость)
Сошник (лат. vomer) — непарная кость, в виде пластинки трапециевидной формы. Расположен в носовой полости в сагиттальной плоскости и вместе с перпендикулярной пластинкой решётчатой кости образует костную перегородку носа.
Верхне-задний утолщённый край сошника раздваивается и образует два крыла сошника (alae vomeris), между которыми входят гребень и клюв тела клиновидной кости. Задний край сошника гладкий, отделяет одну хоану от другой. Нижний край сошника срастается с носовым гребнем верхне-челюстной кости и нёбной кости. Передний край сошника в своей верхнечелюстной части соединяется с перпендикулярной пластинкой решётчатой кости, а нижней — с хрящевой перегородкой носа.

Проекция сошника, выделен красным
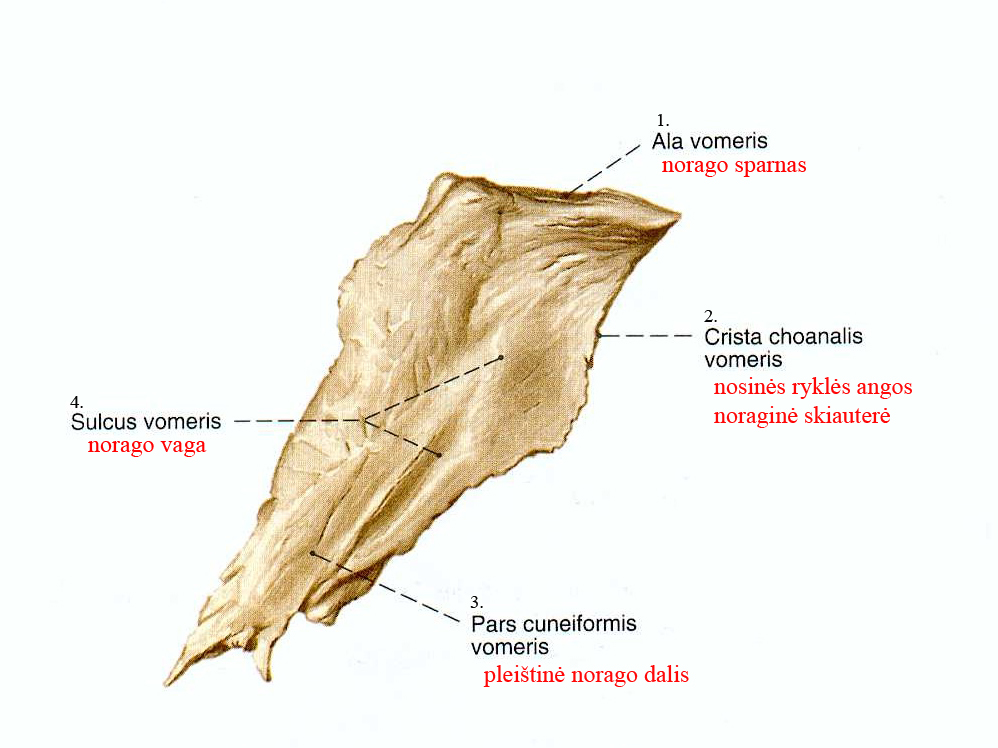
Строение сошника
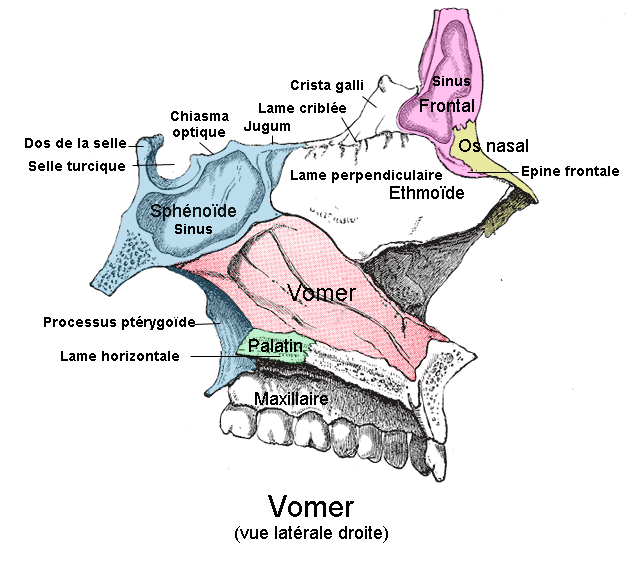
Прикрепление сошника с соседними костями
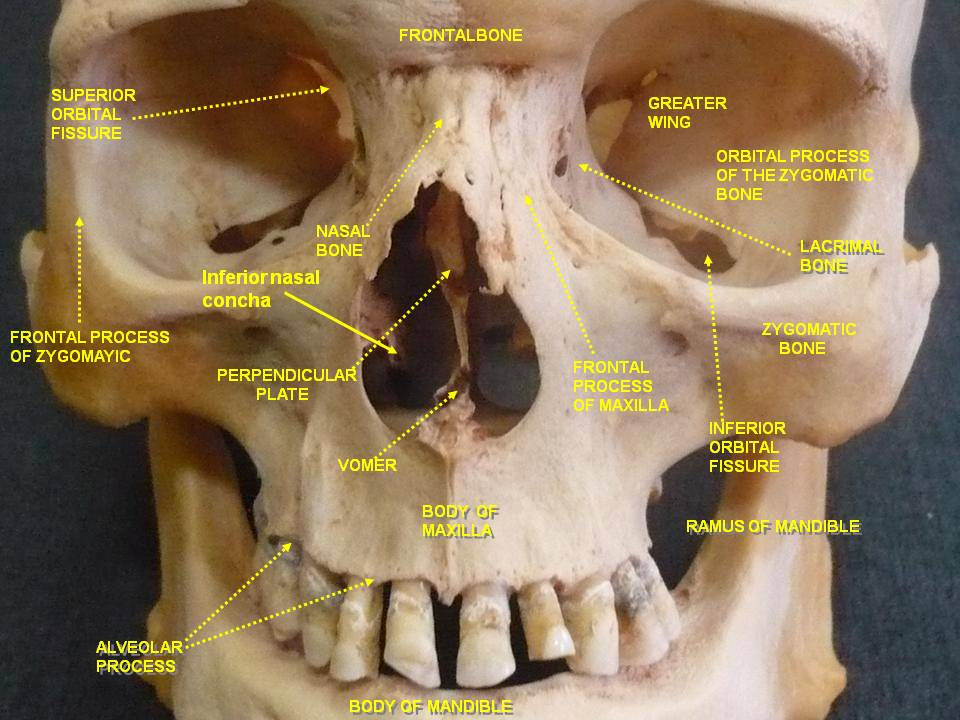
Сошник в носовом отверстии черепа